# Sicco Leendert Mansholt

Bustul lui Sicco Leendert Mansholt ca element al Monumentului părinților fondatori ai Uniunii Europene din Parcul Herăstrău din București

Sicco Leendert Mansholt (n. 13 septembrie 1908, Ulrum⁠(d), Groningen, Țările de Jos – d. 29 iunie 1995, Wapserveen⁠(d), Westerveld, Drenthe, Țările de Jos) a fost om politic din Țările de Jos.
Între 24 iunie 1945 și 3 iulie 1946 a deținut funcția de ministru al agriculturii și pescuitului.
El este inițiatorul Planului Mansholt de restructurare a politicii agricole a Comunității Economice Europene. A fost vicepreședinte (1958-1972) și apoi președinte al Comisiei Europene (22 martie 1972 - 5 ianuarie 1973).
Ca omagiu pentru contribuția sa la fondarea Uniunii Europene, bustul său a fost inclus printre cele 12 busturi de oameni politici reunite în Monumentul părinților fondatori ai Uniunii Europene, inaugurat la București, la 9 mai 2006, de Ziua Europei, pe Insula Trandafirilor din Parcul Herăstrău.